# Келли Кляйн
Келли Кляйн (англ. Kelly Kline, настоящее имя — Кари Мэри Кох (англ. Kari Marie Koch; род. 5 июля 1981, Гринсборо, Северная Каролина) — американская порноактриса, лауреатка премий AVN Awards и XRCO Award.

## Биография
Дебютировала в порноиндустрии в 2003 году, в возрасте около 22 лет. Первая роль — лесбийская сцена в Strap On Sally 23 для Pleasure Productions. Снялась более чем в 200 фильмах и срежиссировала как минимум 2 фильма.
Замужем за своим партнёром по съёмкам, порноактёром Ричардом Раймондом; играла с ним главные роли в таких фильмах, как Cytherea is Squirtwoman. Воспитывает дочь.
По данным на 2019 год, Келли Кляйн снялась в 322 порнофильмах и срежиссировала 4 порноленты.

## Премии
- 2005 AVN лучшая женская сцена (видео) — La Violación de Audrey Hollander (вместе с Одри Холландер, Эшли Блу, Тайлой Винн, Броди и Джией Паломой)[8]
- 2005 XRCO лучшая Ж/Ж сцена — La violación de Audrey Hollander[9]